# Xã Union, Quận Stone, Arkansas
Xã Union (tiếng Anh: Union Township) là một xã thuộc quận Stone, tiểu bang Arkansas, Hoa Kỳ. Năm 2010, dân số của xã này là 595 người.